# Exoprosopa eritreae
Exoprosopa eritreae är en tvåvingeart som beskrevs av Greathead 1967. Exoprosopa eritreae ingår i släktet Exoprosopa och familjen svävflugor. Inga underarter finns listade i Catalogue of Life.